# Dasymys foxi
Dasymys foxi là một loài động vật có vú trong họ Chuột, bộ Gặm nhấm. Loài này được Thomas mô tả năm 1912.

## Hình ảnh

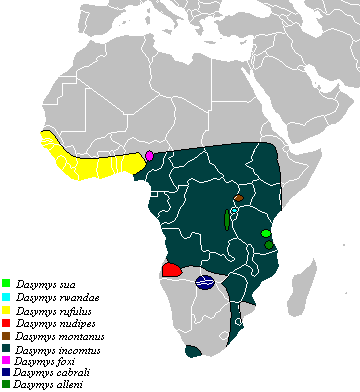